# モータートゥーン・グランプリ
モータートゥーン・グランプリとはポリス・エンタテインメントが開発しソニー・コンピュータエンタテインメントから発売されたプレイステーション用フルポリゴンのレースゲーム。後に『グランツーリスモ』で有名となる山内一典が初期に手がけたことで知られている。
1994年に第一作目が発売され、シリーズは3作品が発売された。

## シリーズ一覧
モータートゥーン・グランプリ 1994年12月16日発売
シリーズ第一弾。PSならではの処理精度の高さを活かし、フルポリゴン・伸縮するマシン・戦略的なバトルなどの派手な演出とゲーム性を売りに鳴り物入りでデビューを飾った。しかし壁当たりや敵車当たりの際の不可解な挙動やネジコンでプレイした際のゲームバランスの悪さが目立ち、コミカルなグラフィックコンセプトをメインとしたこともあって、同時期に発売されたリアル路線重視の『リッジレーサー』の後塵を拝し、高評価を得ることはできなかった。
山内の話によると、調整不足の状態でリリースされてしまい、開発者も納得の行かない評価になってしまったという。

モータートゥーン・グランプリ2 1996年5月24日発売
シリーズ第二弾。前作の不評を受けてスタッフが「何としてもこのゲームを化けさせる」と発奮して作り上げた意欲作。新キャラ3人が追加され、リメイクを含む新コース5つにリニューアルされた。全部で17種類のアイテムがあり、レース中にアイテムの使用が可能となった。ゲーム開始時に選べるキャラクターは5台のみだが、レースで優勝すると新たに3台のマシンが追加される。

モータートゥーン・グランプリUSAエディション 1997年3月20日発売
『2』のゲームバランスをさらに調整した逆輸入版。2008年2月13日にはゲームアーカイブスで配信開始された（PSP・PS3用）。

## ストーリー

### モータートゥーン・グランプリ
マンガやアニメのトゥーン（キャラクター）たちが暮らす国、それがトゥーンワールドである。この国では毎年、春になるとトゥーングランプリというカーレースが行われる。トゥーンたちは世界最強の地位を求め、魔法の力によってクルマに変身しレースに出場する。このカーレースは、全国から集まった大勢のトゥーンたちによって争われるイベント。その秘密は優勝者の商品であり、人間の住む現実世界へ旅行するためのパスポートがもらえるからでありグランプリの幕が切って落とされようとしている。

## 登場キャラクター
キャプテン・ロック（Captain Rock）
1981年8月5日トゥーンワールド生まれ15歳。有名な戦闘機乗りだった父親の影響を受け、ロックもレースのオフシーズンには飛行機を飛ばしている。真っ赤なロックスピーダーを駆ってモータートゥーン・グランプリに挑戦している。2歳年上のジーンとは幼馴染。
ロック・スピーダー（Rock Speeder）
広いパワーハンド、乗りやすいコーナリング特性、最高速度も並程度というバランスの取れた万能タイプ。タイトコーナーではドリフトを要することから、中級者から上級者向けのマシンと言える。
プリンセス・ジーン（Princess Jean）
1979年5月23日トゥーンワールド生まれ17歳。トゥーンワールドの王女で勝ち気。王女の身分でありながらレースに入れ込んでいるのは幼馴染のロックの影響。王家の娘と戦闘機乗りの息子がなぜ幼馴染なのかは謎だが、彼らの父親の時代にはトゥーンワールドの独立戦争があり、ロックの父親とジーンの父親が戦友だったためだといわれている。
プリンセス・フロート（Princess Float）
コーナリングマシンで最高速度はそれほど速くない。反面タイヤのグリップ力が強く、ドリフトをあまり必要としないため、初心者向きのマシンである。
ボルボックス・ロボット形態（Bolbox）
1992年8月22日プリンセス・ジーンの護身用ロボットとして、トゥーンワールド防衛研究所で生まれた。年齢4歳。弾力性のある新開発の金属で作られた変形可能なロボット。レースにはジーンの護衛という事で出場しているが、レースに熱中するあまりジーンの前でボムをばら撒くなどして、後で怒られている。
ボルボックス・クルマ形態（Bolbox）
クルマ形態のボルボックスはオフロードタイプの4輪駆動である。重い車重、深いサスペンション・ストロークによって攻撃に対する耐久力が強い。立ち上がり加速やコーナリング性能に優れ、初心者でも扱いやすいマシンである。
ラプター&ラプター（Raptor & Raptor）
みずがめ座の第8星雲からトゥーンワールドを征服しにやってきた宇宙人2人組。年齢は推定200歳。いつもキャプテン・ロックに打ち負かされているため、レースではロックの最大のライバルであり、ファイアボールで攻撃を仕掛けてくる。
ラプターズシップ（Raptor's Ship）
ラプター&ラプターが地上に持ち込んだ、空中を浮上しながら走行する特殊なマシン。タイヤを持たず路面に接地していないため、他のマシンと異なるホバークラフトのような操縦性を持つ。発進加速は抜群に良いが、運転には慣れが必要。
ペンギンブラザーズ（Penguin Bros）
年齢、出身地ともに不詳。二卵性双生児の兄弟で、大泥棒にして大のギャンブル好き。彼ら2人にとってもキャプテン・ロックは天敵であり、それ故レース中のロックに対する敵意は並外れている。
ペンギンモービル（Penguin Mobile）
ペンギンブラザーズの愛車。V型12気筒DOHCをフロントに搭載した黒塗りのリムジン。6速ミッション搭載。最高速度の伸びは抜群だが、タイヤがプアなためテールスライドを誘発しやすい。上級者向けのハイスピードマシンと言える。
バニティ（Vanity）
1970年3月9日生まれ。ナイスバディの25歳。大排気量のアメリカン・バイクを乗り回す謎の女。レースのオフシーズンにはペンギンブラザーズとちょくちょく一緒に仕事をしているらしい。プリンセス・ジーンとは馬がが合わず、犬猿の仲。
バニティホース（Vanity Horse）
6-3-2の集合マフラーという珍しいレイアウトの1100ccV6エンジンを搭載した大型二輪。大トルクのため、発進加速には注意を要するが、最高速には長けている。操作性は上級者向けだが、乗りこなせば最強のタイムアタッカー候補。
ビリー・ザ・タフ（Billy The Tough）
1967年2月11日生まれ。29歳。バリバリにチューンされた蒸気機関車でレースに挑戦するクレイジーでマッスルな機関士。レトロなマシンでチン・トン・シャンのハイテクマシンを打ち破ろうと闘志を燃やしている。
ビリーズロコモーティブ（Billy's Locomotive）
鉄輪、ミッションなしの1速のみという蒸気機関車である。重量は自動車の比ではなく、発進とブレーキングには滅法弱い。反面攻撃に対しては強い。初心者向けの乗りやすいマシンである。
チン・トン・シャン（Ching Tong Shang）
1955年4月24日、トゥーンビレッジの北西にある電脳シティに生まれる。発明家の父の英才教育を受けたチン青年は、マッドサイエンティストとしての才能を遺憾なく発揮し、カーボンモノコック、6輪タイヤ、3.5リッターV10エンジンという錠破りのハイテクマシンでグランプリに挑む。ドリフトに癖があるので上級者向けのマシン。
ドラゴンレーサー（Dragon Racer）
超軽量のボディに6輪タイヤ、高回転高出力のV10エンジンというオープンホイールのレーシングカー。トップスピードは速いが、フロントタイヤに比べリアタイヤが大きく曲がりにくい。コーナーでは適切に減速し、立ち上がり加速での勝負が求められる。超上級者向けの難しいマシン。

## ゲームの特徴
一般のレースゲームとの大いなる差異は、まずそのレーシングカーに見られる。本作では、クルマ自体がキャラクターとして松下進デザインのカートゥーン調に表現されている。またクルマが旋回するときに伸び縮みするようなコミカルなパフォーマンスも取り入れられている。また、フルポリゴンで構築されたファンタスティックな世界には、いたるところに仕掛けがほどこされており、コースアウトをしながら近道を探す楽しみや、無意味に街中を散策する、箱庭としての楽しみも重視されている。
システムは、アイテムを駆使してレースが展開されるゲーム性を重視したレーシングゲームになっている。また本作においては、クリア状況に応じてミニゲームや新コースが追加される仕組みになっており、ゲームへのモチベーションを高めている。また、そのミニゲームのひとつであるモータートゥーンRは、後に同社から発売される『グランツーリスモ』への布石となっている。
『モータートゥーン・グランプリ2』と『モータートゥーン・グランプリUSAエディション』では、テレビ2台、プレイステーション2台を接続することでソフトに付属している対戦ディスクを使うことで通信対戦が可能である。